# 海南发展银行
海南发展银行，简称海发行，是曾经总部设在中华人民共和国海南省海口市的一家股份银行，亦是中华人民共和国成立后中国大陆第一家因经营管理不善而关闭的银行。

## 历史

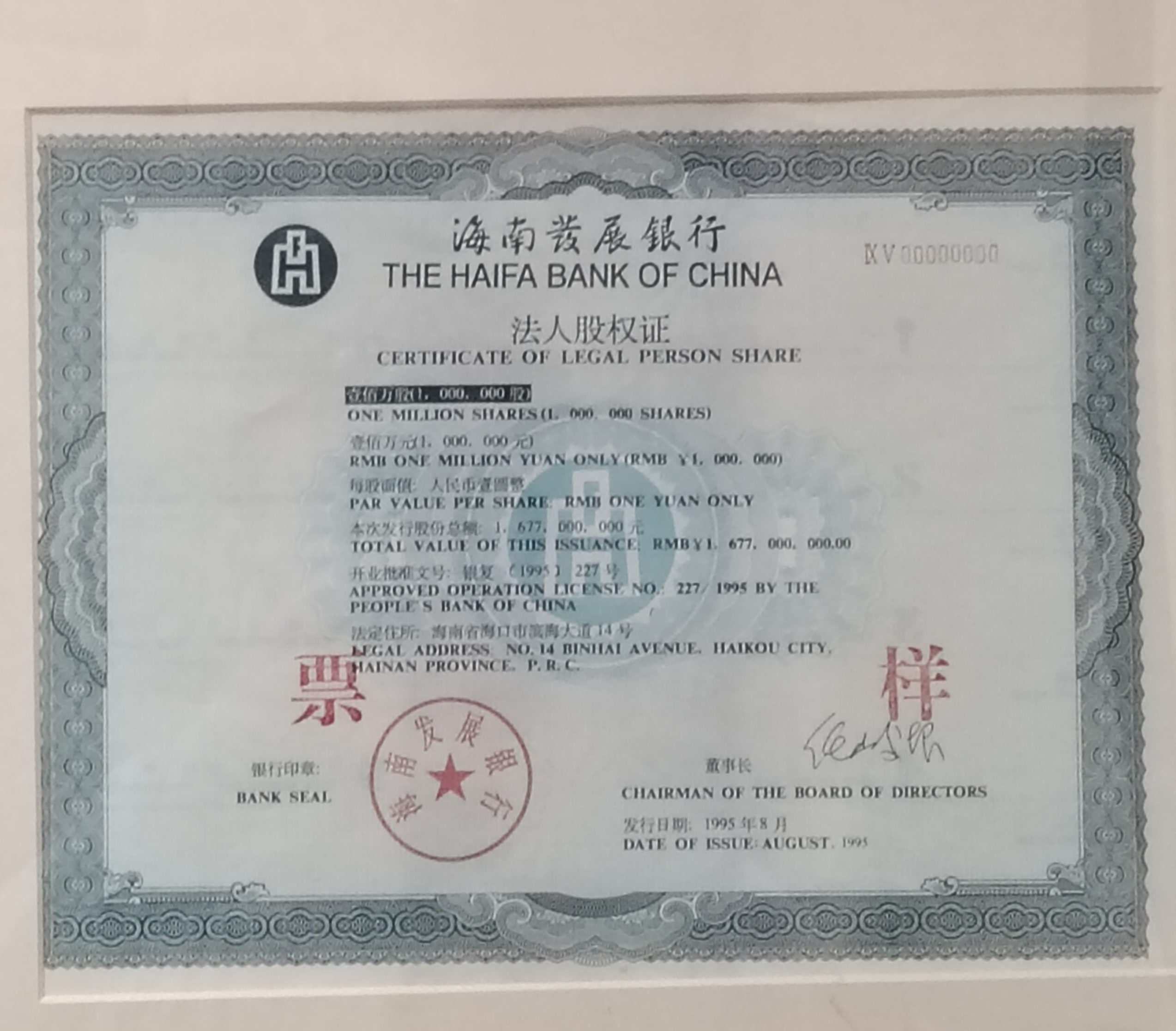
海南发展银行100万股股权证票样，藏于岭南金融博物馆

1994年12月8日，中国人民银行批准筹建海南发展银行。
1995年，为了挽救由海南房地产泡沫引发的金融机构信用危机，海南省人民政府决定，在五家信托投资公司（分别为海南省富南国际信托投资公司、蜀兴信托投资公司、海口浙琼信托投资公司、海口华夏金融公司、三亚吉亚信托投资公司）的基础上建立海南发展银行；但实际情况是，这五家信托投资公司当中只有海南省富南国际信托投资公司一家能够正常地营业，其余四家都已经在1992年国家进行金融体系大整顿的时候被取消了经营资格，并且留下了大量的债务。
1995年8月18日，海南发展银行开业，注册资本人民币16.77亿元（其中外币折合人民币3000万元）。银行由海南省人民政府控股，在原有的5家信托投资公司的基础上向中国大陆募集股本的方式设立，一共有包括中国北方工业总公司、中国远洋运输集团公司、北京首都国际机场等在内的43个股东。
1996年，海南发展银行设立广州分行。
1997年5月，海口人民信用社主任陈琦因经济犯罪案潜逃，储户产生恐慌心理挤提存款；继而琼山金海城市信用社由于股东大量贷款不还引起支付危机，随后海南省十多家城市信用合作社受到传染，引发大面积支付危机。海南省人民政府和金融监管当局决定，由海发行接收这批债务累累的信用社。
1997年12月16日，中国人民银行宣布，关闭海南省5家已经实质破产的信用社，其债权债务关系由海发行托管，其余29家海南省境内的信用社中的28家信用社并入海发行。
1998年3月22日，中国人民银行在陆续给海发行提供了人民币40亿元的再贷款后，决定不再给予资金支持。
1998年4月底，由于资金链出现问题，海发行发生挤兑风波。
1998年5月，海发行设立深圳分行。
1998年6月21日，中国人民银行发表公告，关闭海南发展银行，并指定中国工商银行托管海发行的债权债务，对其境外债务和境内居民储蓄存款本金及合法利息保证支付，其余债务待组织清算后偿付。
1998年6月30日，中国工商银行在原海发行各网点开始了原海发行存款的兑付业务。
2002年3月，海发行通过媒体刊发了发放债权确认书的公告，根据公告，所有已登记的债权人将在这一年7月之前领取确认书。

## 关闭

### 背景
海南发展银行建立在原有的5家信托投资公司的基础上，向全国募股组建。但当时除了富南信托能够正常经营外，其他4家信托公司都已经在1992年国家进行金融系统大整顿时被取消了经营资格，但它们还留下了部分资产和大量的债权债务。这意味着海发行一起步就背负上了沉重的包袱。
海南省被设立为经济特区后经济开始快速发展，房地产业也大规模扩张，同时伴生了许多金融机构。但是并没有得到政府的有效监控，房地产业出现了泡沫，并在1990年代中后期，泡沫开始崩溃。海南省的银行类金融机构数目很大，在这种激烈的市场竞争情况下，各个信用社都采取了高利息的方式来吸引存款。后来随着房地产泡沫的破灭，许多信用社都出现了大量的不良资产，而对储户承诺的高利息也加剧了这些信用社经营困境。

### 发展
1997年12月16日，中国人民银行宣布，关闭海南省5家已经实质破产的信用社，其债权债务关系由海发行托管，其余29家海南省境内的信用社，有28家被并入海发行。这28家信用社及关闭的5家信用社，最终使得海发行走向了末路。
海南发展银行起初经营情况不错。据1997年的《海南年鉴》记载，海发行收息率为90％，没有呆滞贷款，与中华人民共和国境外36家银行及共403家分支行建立了代理关系，外汇资产规模达1.7亿美元。虽然兼并了28家信用社、托管了5家信用社的债权债务，使得海发行账面上实力增强——海发行的股本金增长为106亿元，存款余额为40亿元，债务为50亿元，但由于这些信用社大多是不良资产，海发行也背上了沉重的包袱，而且兼并后的海发行员工人数剧增为3000多人，是原来的数倍。
海发行兼并信用社后宣布，只保证给付原信用社储户本金及合法的利息。因此，许多在原信用社可以收取20%以上利息的储户在兼并后只能收取7%的利息。1998年春节过后，情况开始急转直下。不少定期存款到期的客户开始将本金及利息取出，转存其他银行，并表示因为利息降低，不再信任海发行。随后，未到期的储户也开始提前取走存款，并且同时出现了多种多样的都市传奇，海发行各营业网点前开始排队取钱，发生了大规模的挤兑。后来海发行规定了每周取款的次数，每次取款的限额，而且优先保证个人储户的兑付。但是由于挤提存款问题严重，次数和限额规定一变再变，使得储户每次能取到的钱越来越少，而每月可以取款的次数也变得越来越少，加剧了个人储户的不满情绪，而公司储户几乎都难以从海发行提出款项。此时，海发行的其他业务已经基本无法正常进行，应对储户挤提存款几乎成了海发行这段时间里全部的活动。同时，由于房地产泡沫破灭，海发行账内不少的贷款也难以收回。
有的营业部为了减少储户挤兑，同时吸引存款，又开出了18%的存款利率，但此时已没有什么人愿意再把存款存入海发行。海发行见在海南岛内无法缓解困境，想以岛外的力量帮助恢复，于1998年5月在深圳设立分行，然而并没有起明显作用。
1998年6月21日，中国人民银行发出公告：由于海南发展银行不能及时清偿到期债务，根据《中华人民共和国人民银行法》、《中华人民共和国公司法》和中国人民银行《金融机构管理条例》，中国人民银行决定关闭海南发展银行，停止其一切业务活动，由中国人民银行依法组织成立清算组，对海南发展银行进行关闭清算；指定中国工商银行托管海南发展银行的债权债务，对其境外债务和境内居民储蓄存款本金及合法利息保证支付，其余债务待组织清算后偿付。

### 影响
海南发展银行的关闭，对海南的金融形象造成了破坏。海发行是中华人民共和国成立后中国大陆第一家因经营管理不善而关闭的银行。此后，海南金融持续弱化，银行等金融机构对贷款审查等业务活动更加审慎。海南发展银行关闭的时候虽然符合破产的条件，但是由于中华人民共和国的有关规定，并没有称其为破产，并在之后的清算工作也与一般破产清算有所不同。海南发展银行自1998年起就已经进入破产清算，但是到2017年为止，海发行的清算组还在吃央行的再贷款，仍无法完全兑现“法人债权进行登记，清算完毕后进行兑付”的承诺。

## 后续
2000年，中国（海南）改革发展研究院向海南省政府递交了一份报告，提出重建海发行。2003年底，海发行的重组方案提交给中国人民银行。该方案允许外资参股，原海发行的债权超过1000万元人民币的股东将采取债转股的形式，将债务转为股权。但是到目前为止，海发行仍未能重新组建。